# Teser om Feuerbach

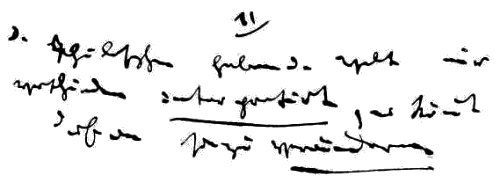
Tes nummer 11, Karl Marx handskrivna original.

Teser om Feuerbach är elva korta filosofiska noter skrivna av Karl Marx 1845. De publicerades för första gången av Friedrich Engels 1888 i skriften Ludwig Feuerbach och den klassiska tyska filosofins slut. Engels hade dock gjort vissa modifieringar "för att göra dem förståeliga för läsaren". Mest diskussion har det blivit kring Engels utelämnande av det lilla ordet "men" i den elfte tesen:
| ”                                                                                      | Filosoferna har bara tolkat världen på en rad olika sätt, men det gäller att förändra den. | „ |
| – Ludwig Feuerbach och den klassiska tyska filosofins slut, sid. 82 i 1981 års utgåva. |                                                                                            |   |

## Teserna
Teserna är några korta, hastigt nedtecknade notiser, som Marx inte hade för avsikt att publicera. De behandlar brett tänkande och materialism och är att betrakta som en kritik mot Feuerbach, vilken Marx visserligen delvis uppskattade, men ansåg inte gick långt nog.

### 1
Huvudfelet med all hittillsvarande materialism (Feuerbachs inräknad) är att föremålet, verkligheten, sinnevärlden, bara uppfattas som objekt eller som åskådning; däremot inte som sinnlig mänsklig verksamhet, inte som praxis; inte subjektivt. Detta är anledningen till att den verksamma sidan utvecklats av idealismen men inte av materialismen – men bara abstrakt, eftersom idealismen naturligtvis inte känner den verkliga, sinnliga verksamheten. Feuerbach syftar till sinnliga – från tankeobjekten verkligt åtskilda objekt: men han fattar inte själva den mänskliga verksamheten som en verksamhet riktad mot objektet. Därför betraktar han i Kristendomens väsen (1841) bara det teoretiska förhållandet som det sant mänskliga, medan han endast fattar och bestämmer praxis i dess smutsigt judiska uppenbarelseform. Han förstår därför inte betydelsen av den "revolutionära", den "praktiskt-kritiska" verksamheten.

### 2
Frågan om objektiv sanning tillkommer det mänskliga tänkandet – är inte en teoretisk utan en praktisk fråga. I praxis måste människan bevisa sanningen, det vill säga verkligheten och kraften, jordnärheten, i sitt tänkande. Striden om tänkandets verklighet eller overklighet, utan hänsyn till praxis, är en rent akademisk fråga.

### 3
Den materialistiska läran att människorna är produkter av omständigheterna och av uppfostran glömmer att omständigheterna förändras av människorna och att uppfostraren själv måste uppfostras. I en sådan lära måste man därför dela samhället i två hälfter – varav den ena är upphöjd över samhället.
Sammanfallandet av de förändrade omständigheterna och den mänskliga verksamheten, eller människans förändring av sig själv, kan bara fattas och rationellt förstås som revolutionär praxis.

### 4
Feuerbach utgår från den religiösa alienationens faktum, från dubbleringen av världen i en religiös och en världslig del. Hans arbete består däri att han upplöser den religiösa världen i dess världsliga grund. Men förhållandet att denna världsliga grund löser sig från sig själv och etablerar ett självständigt rike uppe bland molnen kan bara förklaras ur denna grunds inre sönderslitenhet och motsägelsefullhet. Själva grunden måste alltså såväl förstås i sin motsägelsefullhet som praktiskt revolutioneras. Sedan alltså till exempel den jordiska familjen uppdagats som den heliga familjens hemlighet, måste även den förra såväl teoretiskt som praktiskt förintas.

### 5
Feuerbach, som inte är tillfreds med det abstrakta tänkandet, vill nå den sinnliga åskådningen, men han fattar inte sinnligheten som praktisk mänskligt-sinnlig verksamhet.

### 6
Feuerbach upplöser det religiösa väsendet i det mänskliga väsendet. Men det mänskliga väsendet är inte något abstrakt som den enskilda individen hyser inom sig. I verkligheten är det summan av de samhälleliga förhållandena.
Feuerbach, som inte kritiserar detta verkliga väsen, tvingas därför:
1. att abstrahera från det historiska förloppet, att bestämma det religiösa sinnet för sig och att förutsätta en abstrakt – isolerad – mänsklig individ.
2. att därmed fatta väsendet endast som "art", som ett inre, stumt, för de olika individerna av naturen gemensamt allmänbegrepp.

### 7
Feuerbach inser därför inte att själva det "religiösa sinnet" är en samhällsprodukt och att den abstrakta individ, som han analyserar, hör till en bestämd samhällsform.

### 8
Allt samhällsliv är till sitt väsen praktiskt. Varje mysterium, som förleder teorin till mysticism finner sin rationella lösning i den mänskliga praxis och i insikten om denna praxis.

### 9
Det högsta som den åskådande materialismen, det vill säga den materialism som inte fattar sinnligheten som praktisk verksamhet, når fram till, är åskådningen av de enskilda individerna och det borgerliga samhället.

### 10
Den gamla materialismens ståndpunkt är det borgerliga samhället; den nyas ståndpunkt är det mänskliga samhället eller den samhälleliga mänskligheten.

### 11
Filosoferna har bara tolkat världen på en rad olika sätt, men det gäller att förändra den.